# Пирсон, Гарольд, 2-й виконт Коудрэй
Уитман Гарольд Миллер Пирсон, 2-й виконт Коудрэй (англ. Weetman Harold Miller Pearson, 2nd Viscount Cowdray; 18 апреля 1882 — 5 октября 1933) — британский пэр и либеральный политик. Он был известен как Достопочтенный Гарольд Пирсон с 1910 по 1927 год.

## Происхождение
Родился 18 апреля 1882 года. Старший сын Уитмена Дикинсона Пирсона, 1-го виконта Коудрея (1856—1927), и его жены Энни Касс (1860—1932), дочери сэра Джона Касса.

## Политическая карьера
Гарольд Пирсон заседал в Палате общин Великобритании от округа Айя в 1906 −1918 годах.
1 мая 1927 года после смерти своего отца Гарольд Пирсон 2-го виконта Коудрэя из Коудрэя в графстве Сассекс, 2-го барона Коудрэя из Мидхерста в графстве Сассекс и 2-го баронета Пирсона, став членом Палаты лордов Великобритании.
Он также был майором в Сассекском йоменском полку и заместителем лейтенанта Сассекса. Он был председателем комитета по поло клуба Hurlingham до своей смерти.

## Поло
Он научился играть в поло в Оксфордском университете, и его любовь к этому виду спорта привела к тому, что в 1910 году в Коудрэй-хаусе была заложена площадка. Chukkas стартовали в апреле, хотя большинство соревнований совпадали с фестивалем скачек в соседнем Гудвуде в конце июля — главным кубком был Cowdray Park Challenge Cup, который разыгрывается и по сей день. Когда Гарольд приобрел поместье в 1919 году, он переименовал свою команду «Capron House» (названную в честь его бывшего места жительства) в «Cowdray Park». Желтый цвет футболок их команды был их фирменным цветом, чтобы соответствовать Либеральной партии, которую он и его отец поддерживали.

## Семья

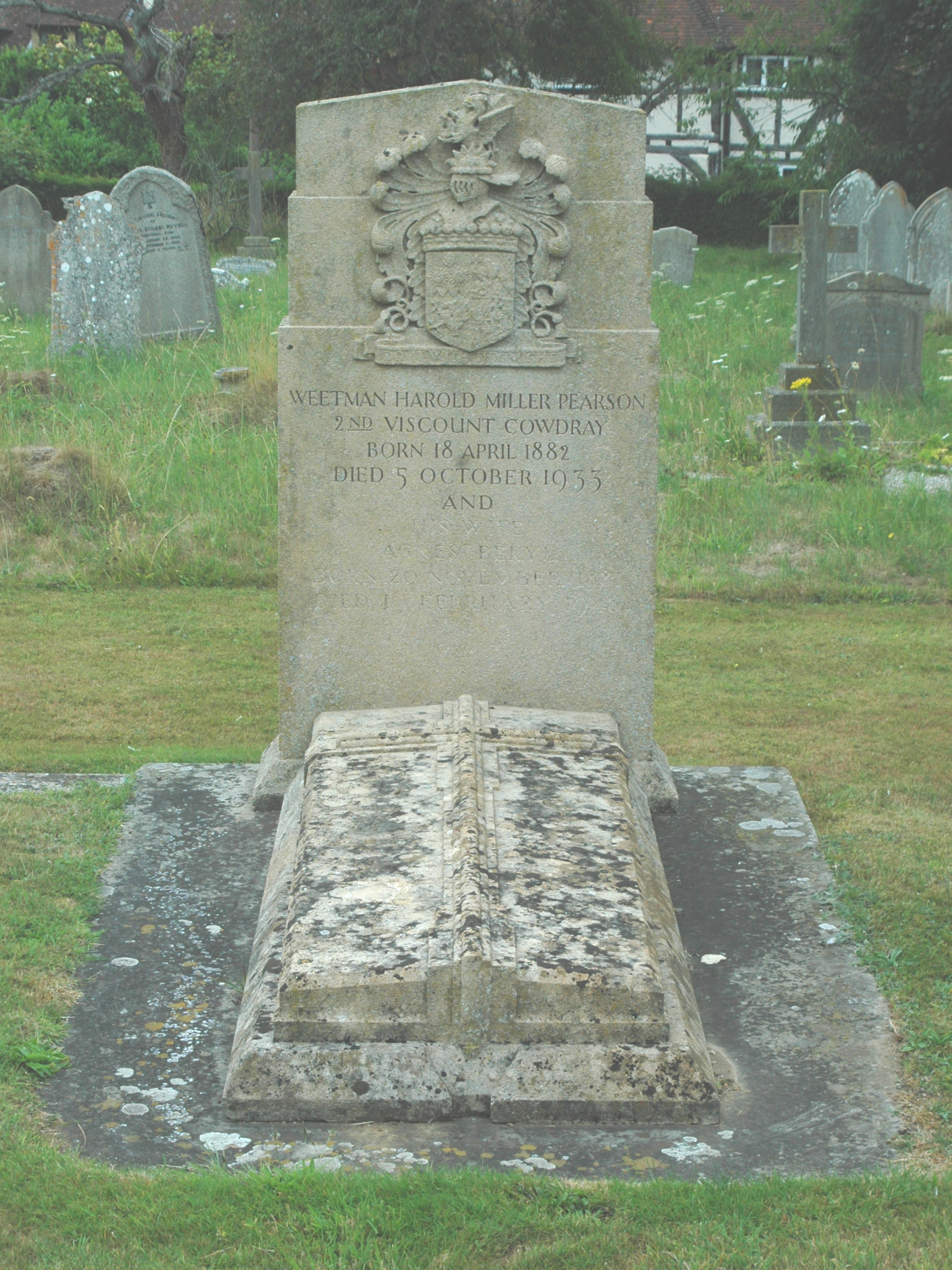
Могила Гарольда Пирсона в приходской церкви Святой Марии, Исборн, Западный Суссекс

14 ноября 1905 года лорд Коудрэй женился на Агнес Берил Спенсер-Черчилль (20 ноября 1881 — 19 февраля 1948), дочери лорда Эдварда Спенсера-Черчилля и Огасты Уорбертон. у супругов был один сын и пять дочерей:
- Достопочтенная Дейзи Йоскил Консуэло Пирсон (5 августа 1906—1979)
- Достопочтенная Берил Нэнси Пирсон (25 февраля 1908 — 2 ноября 1994)
- Подполковник Уитман Джон Черчилль Пирсон, 3-й виконт Коудрэй (27 февраля 1910 — 19 января 1995)
- Достопочтенная Анджела Пирсон (27 февраля 1910—1981)[4]
- Достопочтенная Бренда Руби Пирсон (15 ноября 1912 — февраль 1993)
- Достопочтенная Хелена Дафна Пирсон (13 сентября 1918 — 29 апреля 2015).

Лорд Коудрэй скончался в октябре 1933 года в возрасте 51 года, и ему наследовал его единственный сын Уитман.